# Борстель (Гольштейн)
Борстель (нем. Borstel) — община в Германии, в земле Шлезвиг-Гольштейн.
Входит в состав района Зегеберг. Подчиняется управлению Бад Брамштедт-Ланд. Население составляет 123 человека (на 31 декабря 2010 года). Занимает площадь 5,12 км².